# Billete de cien pesos mexicanos
El billete de 100 pesos de la familia G, como es llamado oficialmente, es la tercera denominación más baja de billetes de peso mexicano de la familia que constituye actualmente el cono monetario. La temática del billete está inspirada en el México colonial (en el lado anverso) y la Biosfera de la Mariposa Monarca (en el lado reverso).
En el anverso hay una efigie de Sor Juana Inés de la Cruz, religiosa jerónima y escritora novohispana, exponente del Siglo de Oro de la literatura en español. Acompañada por una viñeta en la que se representa un fragmento del patio principal del Antiguo Colegio de San Ildefonso, ubicado en el Centro Histórico de la Ciudad de México, recinto emblemático de la labor educativa durante la Nueva España.
En el reverso se representa el ecosistema de bosques templados con los árboles de pino, encino y oyamel, en la Biosfera de la Mariposa Monarca, localizada en los estados de México y Michoacán de Ocampo, y reconocida por la UNESCO como patrimonio natural de la humanidad.

## Nueva familia de billetes
La Junta de Gobierno del Banco de México, en su sesión de mayo de 2013, autorizó a la DGE realizar los trabajos relacionados con el programa para diseñar, fabricar y emitir una nueva familia de billetes denominada «familia G», iniciando con el subproyecto denominado «Investigación de las características generales de los billetes, elementos de seguridad y lineamientos de diseño».
El programa de la nueva familia de billetes tiene los siguientes objetivos:
1. Sustituir la familia actual de billetes para incorporar medidas de seguridad que los hagan más seguros, dificultando su falsificación;
2. Incrementar su durabilidad a partir del sustrato en el que se impriman (papel o polímero);
3. e Incorporar elementos gráficos que representen de forma amplia y diversa al país.

El programa comprende varios subproyectos distribuidos en un periodo de 9 años (2013-2022), considerando la emisión de la primera denominación, 500 pesos, en el segundo semestre de 2018, y finalizando con la emisión del billete de 50 pesos en 2022. Cabe señalar que si bien incluye un subproyecto
para la denominación de 2000 pesos, ésta sólo se emitirá si se considera que dicho billete se requiere para satisfacer las necesidades de los usuarios.

## Descripción
| Valor | Anverso | Reverso | Dimensiones | Colores predominantes | Colores predominantes | Colores predominantes | Material | Impresor        | Años de Impresión |
| ----- | --- | --- | ----------- | --------------------- | --------------------- | --------------------- | -------- | --------------- | ----------------- |
| $100  | Efigie de Sor Juana Inés de la Cruz y un fragmento del patio principal del Antiguo Colegio de San Ildefonso. | Representación del ecosistema de bosques templados con los árboles de pino, encino y oyamel, en la Biosfera de la Mariposa Monarca. | 132 x 65 mm |                       |                       | Rosa y Rojo           | Polímero | Banco de México | 2020-presente     |

## Medidas de seguridad

### Relieves sensibles al tacto
En la efigie de Sor Juana Inés de la Cruz, un fragmento del patio del Antiguo Colegio de San Ildefonso, la leyenda "Sor Juana Inés de la Cruz, poeta y escritora, y el Colegio de San Ildefonso, representando el periodo histórico de la Colonia." y en el logo y leyenda del Banco de México.

### Denominación multicolor
Se utiliza una tinta especial que cambia de color dependiendo el nivel de la luz, se encuentra tanto el numeral como los números al interior corresponden a la denominación del billete.

### Elementos que cambian de color
En este billete cambian de color las mariposas que se encuentran en el arco de la ventana transparente.

### Ventana transparente
Es una zona transparente en los billetes de polímero sobre la cual se incorporan elementos, como por ejemplo, un número con relieve. En el billete de 100 pesos de la familia G, el número está sobre líneas verticales. 

### Folio creciente
Los números que forman el folio del billete van aumentando de tamaño. El primer número, que es el que se encuentra junto a la letra, es el más pequeño, el siguiente es más grande, y así sucesivamente. En el billete de 100 pesos de la familia G, el folio creciente está en posición vertical.

### Fondos lineales
Figuras formadas por líneas de colores, con las cuales se obtienen los colores predominantes del billete. Estas figuras son difíciles de imitar con impresoras o fotocopiadoras, ya que al hacerlo se obtienen imágenes a base de puntos y no de líneas.

### Fluorescencia
En el reverso de todos los billetes hay diseños impresos con tintas fluorescentes que brillan al ser expuestas a la luz ultravioleta (también conocida como "luz negra").  En el billete de 100 pesos de la familia G, la fluorescencia tiene cuatro colores.

## Historia
Los billetes que le antecedieron fueron los tipo D y D1.

### Tipo D
En el gobierno de Salinas, quitó los ceros, haciendo los nuevos billetes tipo D que fueron muy útiles, pero la verdad no tan económicos ya que estaban hechos de algodón tenían el hemiciclo a Nezahualcóyotl y Xochimilco.

### Tipo D1
Como al Banco no le convenía utilizar el algodón en un billete de tan baja denominación decidió hacerlo esta vez de polímero y tenían un diseño parecido al anterior.

## Historia del personaje: Sor Juana Inés de la Cruz
Juana Inés de Asbaje Ramírez de Santillana, conocida como sor Juana Inés de la Cruz (San Miguel Nepantla, Nueva España, 12 de noviembre de 1648-México, Nueva España, 17 de abril de 1695) fue una religiosa jerónima y escritora novohispana, exponente del Siglo de Oro de la literatura en español.
Considerada por muchos como la décima musa, cultivó la lírica, el auto sacramental y el teatro, así como la prosa. Con muy temprana edad aprendió a leer y a escribir. Perteneció a la corte de Antonio de Toledo y Salazar, marqués de Mancera y 25.º virrey novohispano. En 1669, por anhelo de conocimiento, ingresó a la vida monástica. Sus más importantes mecenas fueron los virreyes De Mancera, el arzobispo virrey Payo Enríquez de Rivera y los marqueses de la Laguna de Camero Viejo, virreyes también de la Nueva España, quienes publicaron los dos primeros tomos de sus obras en la España peninsular. Gracias a Juan Ignacio María de Castorena Ursúa y Goyeneche, obispo de Yucatán, se conoce la obra que sor Juana tenía inédita cuando fue condenada a destruir sus escritos. Él la publicó en España. Sor Juana murió a causa de una epidemia el 17 de abril de 1695 en el Convento de San Jerónimo.

## Biosfera de la Mariposa Monarca
La Reserva de la Biosfera de la Mariposa Monarca está localizada en la parte este del estado de Michoacán y parte del oeste del Estado de México en la zona central.  La reserva fue creada para proteger el entorno natural y hábitat de la mariposa monarca teniendo una superficie total de 57.259 hectáreas según la Unesco. Fue declarada Patrimonio de la Humanidad por la Unesco en 2008.